# Meurtre de Loïc Kamtchouang
Le meurtre de Loïc Kamtchouang a eu lieu à Paris le 6 juillet 2018. S'inscrivant dans un contexte de luttes entre bandes rivales de quartiers des 10e et 19e arrondissement de Paris, le meurtre a eu un large retentissement médiatique du fait de l'implication du rappeur MHD. Dix individus ont participé au lynchage de la victime, qui reçoit plus de vingt coups de couteau. 
Le 23 septembre 2023, malgré un procès d'assises marqué par l'omerta et les dénégations des accusés, six d'entre eux sont condamnés à des peines allant de 10 à 18 ans de réclusion criminelle pour homicide volontaire, dont douze années pour MHD, tandis que trois autres sont acquittés. Le 28 février 2025, la peine est confirmée en appel pour MHD mais allégée pour ses co-accusés. 

## Contexte

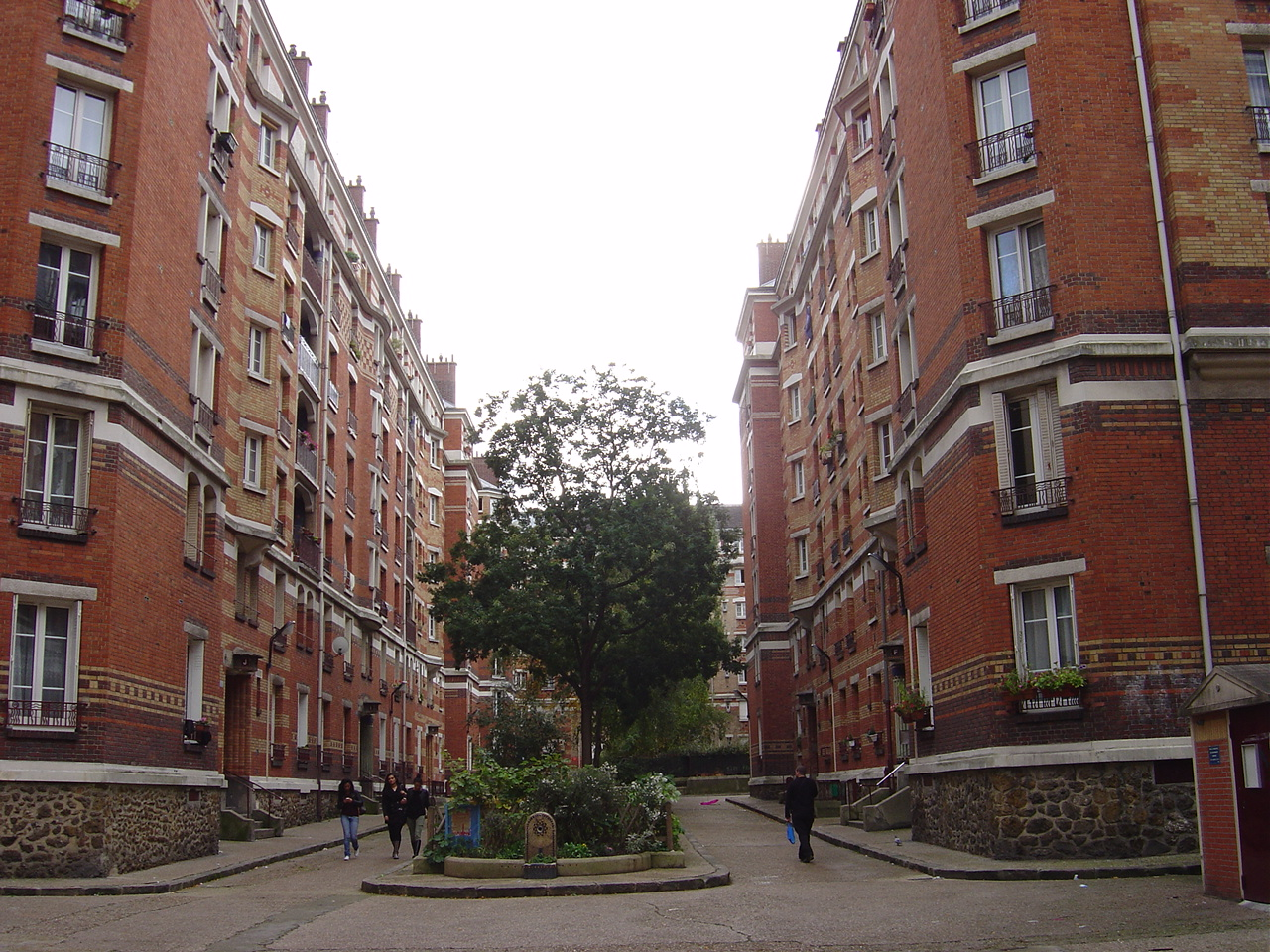
La cité rouge.

Les faits se déroulent dans le cadre d'un contexte ancien de luttes violentes entre deux quartiers parisiens, la cité Chaufourniers (surnommée « cité rouge ») du 19e arrondissement et le quartier de la Grange-aux-Belles du 10e, allié à la cité du Buisson-Saint-Louis, le tout séparé de moins d'un kilomètre par la place du Colonel-Fabien.
Les quartiers ont été secoués par la mort de Mehrez le 21 mars 2017, parfois présenté comme le « match-aller » du meurtre de Loïc. Habitant de la cité rouge et proche de MHD, il est tué de 18 coups de couteau dans le cadre d'une expédition punitive à la suite d'une précédente bagarre. Il agonise et meurt dans les bras de son frère, et également sous les yeux de son frère cadet Saber, qui sera accusé pour le meurtre de Loïc Kamtchouang.
Douze accusés sont jugés en février 2021 dans cette affaire, mais seuls trois sont reconnus coupables et condamnés à des peines de 8 à 13 années de prison, les autres étant acquittés au bénéfice du doute, soit une décision bien en deçà des réquisitions du parquet, qui avait demandé jusqu'à 22 ans de détention. L'avocat des parties civiles s'insurge contre cette décision et estime que « les rixes entre bandes sont des dossiers bien trop complexes pour être jugés par des jurés populaires, qui semblaient dépassés ».

## Meurtre
Le 5 juillet 2018, les tensions montent à nouveau entre les deux quartiers. En début de soirée, un ancien de la cité rouge dénommé « Binké K. » est ciblé à son domicile par une dizaine de jeunes hommes de la Grange-aux-Belles, armés de gourdins et de bâtons, dans le cadre d'un règlement de comptes aux contours flous. La victime parvient à s'échapper et le portefeuille d'un des agresseurs est retrouvé sur les lieux. Dans ce qui semble être un premier match-retour, le propriétaire du portefeuille est agressé et blessé d'un coup de couteau, un peu plus tard dans la soirée. Il parvient à se réfugier dans un commerce et est pris en charge par les secours. L'arrivée rapide des forces de l'ordre permet l'interpellation de cinq suspects, mais l'essentiel du groupe parvient à prendre la fuite, dont MHD selon les enquêteurs.
Aux alentours de 2 h 50 du matin ce soir-là, trois individus à bord de la Mercedes-Benz Classe E de MHD plus sept personnes à pied croisent un groupe d'une dizaine de jeunes de la Grange-aux-Belles. Se sentant menacé, le groupe prend immédiatement la fuite. La voiture du rappeur parvient cependant à renverser l'un d'eux, dénommé Loïc Kamtchouang, au 188 rue Saint-Maur. Il est d'abord violemment passé à tabac, par « d'innombrables coups de pied », puis planté de près de vingt coups de couteau, par au moins deux lames. La scène est filmée par deux caméras de vidéosurveillance ainsi que par un voisin à son balcon. On y voit la victime se débattre au sol, utilisant désespérément ses bras pour se protéger des coups de couteau. Ses agresseurs lui coupent notamment son nez. Inconscient et exsangue, il est ensuite trainé au sol par une silhouette qui sera attribuée à MHD, qui lui donne un violent coup de pied au visage. Cette personne tente alors de monter à bord de la Mercedes, qui contient cependant déjà six individus, et doit donc fuir à pied avec trois de ses complices. 
Malgré les premiers gestes de secours effectués, la victime décède rapidement d'une hémorragie à la cuisse. Selon les éléments de l'enquête et de l'avis d'habitants des deux quartiers, Loïc Kamtchouang n'était pas spécifiquement la cible de l'expédition punitive. Il aurait été tué « pour l'exemple », en tant que membre du quartier rival, et parce qu'il n'avait pas réussi à prendre la fuite. Le 7 juillet, les enquêteurs identifient sans difficulté la voiture de MHD, qui n'a été que partiellement brulée à proximité des lieux du crime. 

## Protagonistes

### La victime
Loïc Kamtchouang est né le 22 avril 1995 à Yaoundé au Cameroun, où il vit avec sa mère et sa sœur cadette. À l'âge de neuf ans, lui et sa sœur rejoignent son père qui vit déjà en France, et s'installent à la cité du Buisson-Saint-Louis avec ses demi-frères. Il est décrit comme un enfant « solitaire » et plutôt « docile », qui joue au ballon et regarde Les Aventures de Tintin. Brillant et travailleur, il entre en sixième au collège de la Grange-aux-Belles avec une année d'avance, où il obtient les félicitations de la direction.
Le parcours de Loïc devient plus compliqué à partir de sa scolarité au lycée Dorian. Il redouble sa seconde technologique et obtient finalement son baccalauréat STI génie électronique en 2012. Il poursuit avec un BTS en électronique automobile mais ne trouve ensuite pas d'emploi. Alors qu'il s'éloigne de sa famille, il traine tard le soir dans la rue avec un groupe d'amis de son quartier, fume du cannabis et se bagarre jusqu'à être blessé. Dans l'espoir de le remettre dans le « droit chemin », son père le renvoie au Cameroun pour six mois. À son retour, quelques mois avant sa mort, Loïc retrouve ses amis et quitte l'appartement de son père pour devenir sans domicile fixe. Il dort chez des amis ou s'installe dans le parking d'une résidence de son quartier.

### Les accusés
Onze jeunes adultes ont été mis en examen dans cette affaire et neuf d'entre-eux sont poursuivis devant la cour d'assises de Paris, à savoir :
- Younousse S., principal accusé, son ADN est retrouvé sur un des couteaux ayant servi à tuer la victime. Il est présumé en fuite à l'étranger et condamné par contumace à 18 ans de prison, contre 20 réclamés par le parquet[3].
- Robby M., également accusé d'avoir porté des coups de couteau, condamné à 14 ans de prison contre 18 réclamés[7].
- Babacar S., soupçonné d'être le conducteur de la voiture qui a volontairement renversé la victime. Il n'est pas sorti de l'habitacle lors du lynchage et le lendemain, il s'exclame sur un groupe Snapchat : « Bande de cons, vous l'avez tué ! ». Il est condamné à 14 ans de prison[3].
- Mohamed Sylla, MHD, soupçonné d'être la silhouette ayant frappé la victime au visage, avant puis après les coups de couteaux. Il détient également un couteau à la main, sans qu'il soit possible de distinguer un éventuel usage de celui-ci[3].
- Hamidou T., alors que son ADN a été retrouvé sur les lieux, il est seul à reconnaître sa présence, mais nie avoir porté des coups. Son corps comporte des séquelles d'agressions précédentes[9]. Il est condamné à 12 ans de prison, contre 14 demandés par l'avocat général.
- Issifou S., dont le surnom est identifié sur les enregistrements vidéos, condamné à 10 ans de prison, contre 18 demandés.
- Saber B., est le frère cadet de Mehrez, tué en mars 2017 par une bande rivale du quartier de la Grange-aux-Belles, qui aurait lui-aussi été tué « pour l'exemple ». Saber, qui a vu son frère mourir, souffre du syndrome de stress post-traumatique et il tente de se venger trois mois plus tard en blessant au couteau une personne qu'il estime être impliquée dans la mort de son frère. Après ce drame, la famille implose. Son père, pour qui ses convictions religieuses lui interdisent de se venger, est retourné vivre en Tunisie et sa mère est abattue par le chagrin. Saber nie toutefois que le meurtre de Loïc soit des représailles à celui de Mehrez, et lie simplement les faits aux violences survenues plus tôt dans la journée[1]. Il est acquitté au bénéfice du doute, alors que le parquet avait estimé les éléments suffisants pour demander 18 années de réclusion[10],[11].
- Moussa K., acquitté au bénéfice du doute, conformément aux réquisitions du parquet[10].
- Wissem E., étudiant en comptabilité et gestion sans antécédents judiciaires, il est identifié par une veste Lacoste lui appartenant. Il affirme l'avoir prêté à un ami, dont il refuse de donner le nom. Il explique avoir été menacé et agressé lors de sa détention provisoire, de même que son frère, dans une apparente tentative d'intimidation[9]. Lors du procès, il est disculpé par les enquêteurs de police, puis acquitté, selon les souhaits du parquet qui l'a mis hors de cause[10].

## Procès

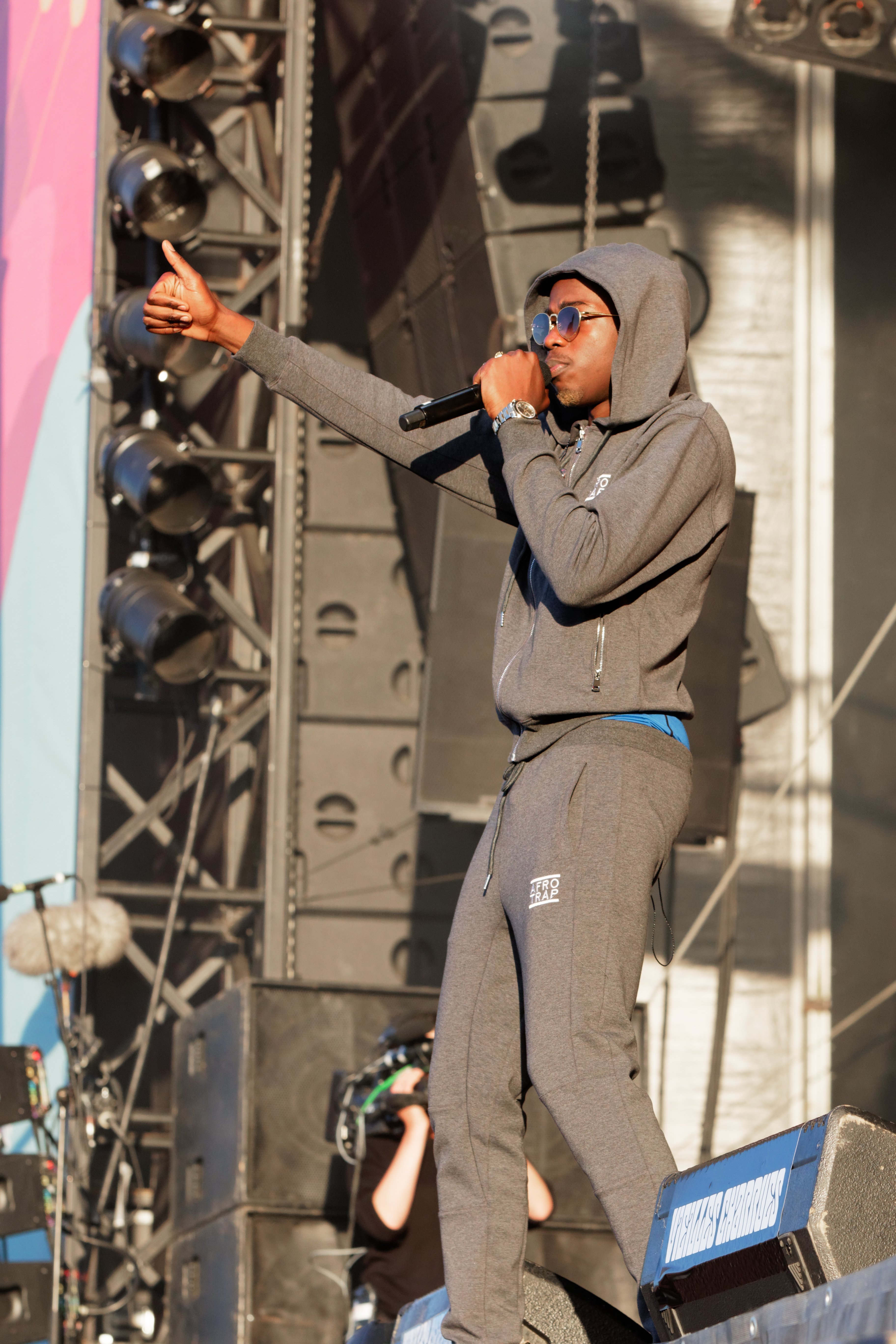
MHD en juillet 2017.

Neuf personnes sont poursuivies pour le meurtre de Loïc Kamtchouang et sont jugées par la cour d'assises de Paris à partir du 4 septembre 2023. Tous les accusés démentent leur implication, à l'exception d'un seul qui admet simplement sa présence sur les lieux.
Le cas de MHD est particulièrement scruté par la cour. Il est interrogé durant six heures, contre deux pour les autres accusés. De nombreux éléments à charge sont retenus contre lui, à commencer par plusieurs témoignages dès la nuit des faits, qui refusent cependant de déposer. Concernant l'utilisation de sa voiture, il affirme qu'il la mettait régulièrement à disposition de personnes de confiance de son quartier. Quant à la silhouette de l'individu à la peau noire, les cheveux blonds et revêtu de Puma, dont MHD était ambassadeur, l'accusé rétorque « On est plus de 20 à la cité à avoir une teinture blonde », de même qu'il faisait régulièrement don de ses nombreux colis de vêtements. Il est également acculé par la présence de ses deux téléphones à bord du véhicule au moment des faits, et qui avaient été préalablement éteints. Un « oubli » pour l'accusé.
Ces éléments de réponses du rappeur ne convainquent pas l'accusation. Une assesseure lui demande notamment : « Quelqu'un a les cheveux décolorés, comme vous, un survêtement Puma, comme vous, et votre voiture est utilisée à votre insu. Vous avez des amis qui veulent vous détruire pour vous impliquer à ce point ? ». Pour la juge d'instruction, « les déclarations de Mohamed Sylla ont été très évolutives et en contradiction avec certains éléments du dossier s'agissant de son emploi du temps la nuit des faits ».
Le 23 septembre 2023, six accusés sont condamnés à des peines allant de 10 à 18 ans de réclusion criminelle. Younousse S., principal accusé jugé par contumace, écope de la plus lourde peine. Mohamed Sylla est condamné à 12 ans, contre 18 requis par le parquet. Trois autres accusés sont acquittés, dont l'un a été clairement disculpé par les enquêteurs lors du procès, et deux autres au « bénéfice du doute ».
Le 4 octobre 2023, les cinq accusés présents annoncent faire appel. Lors du procès en appel devant la Cour d'assises de Créteil, MHD continue de clamer son innocence. Il est condamné à la même peine alors que ses co-accusés bénéficient de peines plus légères : 12 et 10 ans de prison, tandis qu'un des condamnés est acquitté.